# Number Ones
Pour les articles homonymes, voir Number Ones (homonymie).
Albums de Michael Jackson
Greatest Hits: HIStory Volume I
(2001) Michael Jackson: The Ultimate Collection
(2004)
Singles
Number Ones est une compilation de Michael Jackson, sortie le 18 novembre 2003. Elle regroupe des chansons classées n°1 des ventes dans le monde entre 1979 et 2001, à l'exception de Break of Dawn et One More Chance (inédite) qui n'ont jamais atteint la première place d'un classement musical.   
Un DVD éponyme de vidéoclips, avec une liste de titres légèrement différente, a également fait l'objet d'une commercialisation en 2003.

## Liste des titres

### Version internationale
- 1. Don't Stop 'Til You Get Enough (version courte) — 3:56
- 2. Rock with You — 3:40
- 3. Billie Jean — 4:53
- 4. Beat It — 4:17
- 5. Thriller (version courte) — 5:11
- 6. Human Nature — 4:05
- 7. I Just Can't Stop Loving You — 4:11
- 8. Bad — 4:06
- 9. The Way You Make Me Feel — 4:56
- 10. Dirty Diana — 4:40
- 11. Smooth Criminal — 4:17
- 12. Black or White (version single) — 3:18
- 13. You Are Not Alone (version radio) — 4:34
- 14. Earth Song (version radio) — 5:01
- 15. Blood on the Dance Floor — 4:11
- 16. You Rock My World (version radio) — 4:25
- 17. Break of Dawn — 5:29
- 18. One More Chance — 3:49

### Version américaine
- 1. Don't Stop 'Til You Get Enough (version courte) — 3:56
- 2. Rock with You — 3:40
- 3. Billie Jean — 4:53
- 4. Beat It — 4:17
- 5. Thriller (version courte) — 5:11
- 6. I Just Can't Stop Loving You — 4:11
- 7. Bad — 4:06
- 8. Smooth Criminal — 4:17
- 9. The Way You Make Me Feel — 4:56
- 10. Man in the Mirror (version courte) — 5:03
- 11. Dirty Diana — 4:40
- 12. Black or White (version single) — 3:18
- 13. You Are Not Alone (version radio) — 4:34
- 14. Earth Song — 5:01
- 15. You Rock My World (version radio) — 4:25
- 16. Break of Dawn — 5:29
- 17. One More Chance — 3:49
- 18. Ben (version courte extraite de The Jacksons Live!) — 2:58

## Accueil
La compilation Number Ones s'est bien vendue lors de sa sortie et a notamment atteint la première place des ventes d'albums au Royaume-Uni.
Mais c'est six ans plus tard que la compilation a connu un grand regain d'intérêt à la suite de la mort de Michael Jackson le 25 juin 2009. Elle s'est alors classée dans les meilleures ventes d'albums de nombreux pays. Avec Number Ones, Jackson fut le premier artiste à vendre plus d'un million d'albums en téléchargement en une semaine. La compilation fut également le troisième album le plus vendu de 2009 aux États-Unis selon Nielsen Soundscan et le neuvième le plus vendu de l'année au niveau mondial selon la Fédération internationale de l'industrie phonographique.
Au total, Number Ones s'est vendue à plus de 12 millions d'exemplaires dans le monde.

## Récompense
- Aux American Music Awards 2009, Number Ones remporta deux récompenses (Album Pop/Rock Favori et Album Soul/R&B Favori).

## Certifications
| Pays              | Certification | Unités    |
| ----------------- | ------------- | --------- |
| États-Unis (RIAA) | 5 × Platine   | 5 000 000 |